# گمینا پینگسک
گمینا پینگسک (به لهستانی:  Gmina Pieńsk) یک گمینا در لهستان است که در شهرستان زگوژلتس واقع شده‌است. گمینا پینگسک ۱۱۰٫۳۳ کیلومتر مربع مساحت و ۹٬۲۷۲ نفر جمعیت دارد.